# George Barnes (Musiker)

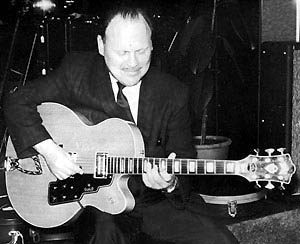
George Barnes, 1966

George Barnes (* 17. Juli 1921 in South Chicago Heights, Illinois; † 5. September 1977 in Concord, Kalifornien) war ein US-amerikanischer Jazz-Gitarrist. Nach eigenen Angaben spielte er bereits 1931 eine elektrische Gitarre, sechs Jahre vor Charlie Christian. Er war auf jeden Fall einer der ersten, die Aufnahmen mit der elektrischen Gitarre einspielten.
Bereits mit 13 Jahren arbeitete Barnes als Musiker. Mitte der 1930er-Jahre tourte er im mittleren Westen der USA. 1938 war er in Chicago als Studiomusiker für NBC tätig. Er begleitete Blues-Größen wie Big Bill Broonzy und Washboard Sam bei ihren Aufnahmen.
Nach seinem Militärdienst während des Zweiten Weltkriegs arbeitete Barnes wieder im Studio und trat mit seinem eigenen Oktett auf. Anfang der 1960er bildete Barnes mit dem Gitarristen Carl Kress ein vielbeachtetes Duo, später mit dem Gitarristen Bucky Pizzarelli. 1962 arbeitete er mit Bob Dylan (The Freewheelin’ Bob Dylan).
In den 1970er-Jahren leitete Barnes zusammen mit dem Kornettisten Ruby Braff ein eher ungewöhnliches Quartett. Er machte auch Aufnahmen mit Joe Venuti. George Barnes starb 1977 in Kalifornien.

## Diskographische Hinweise
- Complete Standard Transcriptions (Soundies, 1946–51) mit dem ABC Chicago Radio Octet
- Guitars Anyone (Audiophile, 1964) mit Carl Kress, Milt Hinton, Dick Hyman, Hank Jones, Joe Jones
- Don’t Get Around Much Any More (Acoustic Disc, 1977)

## Lexikalische Einträge
- Leonard Feather, Ira Gitler: The Biographical Encyclopedia of Jazz. Oxford University Press, New York 1999, ISBN 0-19-532000-X.